# Mutiscua
Mutiscua es un municipio colombiano del departamento de Norte de Santander. Su casco urbano yace en medio de la cordillera oriental, es bañado por el río La Plata, uno de los principales afluentes del Río Zulia. Limita al norte con Cucutilla y Pamplona, al sur con Silos, al oriente con Cácota y Pamplona y al occidente con el departamento de Santander.

## Toponimia
Mutiscua se formó por la contratación de dos palabras: Mutis y Tescua, para recordar a la posteridad que el 1º de abril de 1841 murió en el combate de Tescua el coronel Manuel Mutis Gama, héroe que se había distinguido en la batalla de Tarquí.

## División Político-Administrativa
Además de su Cabecera municipal. Mutiscua tiene bajo su jurisdicción los siguientes Centros poblados:
- La Caldera
- La Laguna

## Historia
Antiguamente, lo que es hoy Mutiscua era un territorio dividido entre Pamplona y Silos. La región que se describe era comúnmente nombrada "Tapagua" y parcialmente designada con otras denominaciones que todavía subsisten y que las llevan fracciones del municipio actual.
El 25 de diciembre de 1841, Patricio Villamizar, en presencia de las cordilleras circundantes y rodeado por centenares e hijos de la montaña, proclamó la fundación del pueblo y demarcó el cuadrilátero que había de ser plaza pública.El primer presbítero mutiscuano Casimiro Villamizar, fue elegido el 18 de julio de 1842 y permaneció hasta su muerte, el 4 de febrero de 1883, a la edad de 75 años.
Inicialmente, la parroquia fue puesta bajo el patrocinio de San José, los nombres parroquiales figuran como " San José de Mutiscua ". La patrona es la Virgen Nuestra Señora de las Mercedes.

## Geografía
Esta región es montañosa con una altitud promedio de 2650 m s. n. m. y su temperatura es de 14 °C .
Es una tierra fértil donde se cultiva gran variedad de productos propios de este clima entre los cuales se destacan a nivel nacional el famoso Líchigo, siendo Mutiscua el primer productor a nivel nacional de Apio España. Una gran parte del municipio (más de 10 mil hectáreas) forma parte del Páramo de Santurbán, fuente hídrica para Santander y Norte de Santander. Actualmente CORPONOR junto con la comunidad, empresas, gremios y dirigentes políticos de los municipios de Mutiscua, Pamplona, Cucutilla, Arboledas, Salazar, Cáchira, Villacaro tienen proyectada la declaratoria de Parque Regional Sisavita-Santurbán de la cual Mutiscua aportaría 4902 ha de las 90735 que conformarían el parque. 

## Administración
La población de Mutiscua es aproximadamente de 5 000 habitantes, ubicados en el casco urbano y las veredas. 
Sus veredas son: San Isidro, Sucre, Ospina, Balegrá, Tapaguá, Las Mercedes, San Agustín, La Aradita, La Caldera, Concepción, La Colorada, El Aventino, La Plata y el corregimiento La Laguna.
Cuenta con instituciones educativas y centros educativos rurales como son: Institución Educativa Colegio Nuestra Señora de La Merced, Centro Educativo Rural Sucre, Centro Educativo Rural La Caldera, Centro Educativo Rural San José del Pino y el Hogar Juvenil Campesino (HJC).

## Economía
- Piscícola: Se ha convertido en una alternativa importante para la zona. Debido a las condiciones topográficas y climatológicas, y a la oferta hídrica se ha consolidado diversas estaciones truchícolas sobre el recorrido del río La Plata.
- Agricultura: Brócoli, coliflor, lechuga, repollo, puerro, apio “España”, arracacha, papa, zanahoria, arveja, uchuva, fresa, tomate de árbol.
- Ganadería: bovino, caballar, ovino y aves de corral.
- Minera: Se explota cal agrícola, mármol, en pequeña escala, de subsitencia y generalmente a cielo abierto, y carbón, en la zona limítrofe con Cácota.

## Festividades
- Patronales: 24 de septiembre.
- Fiesta de San José: 19 de marzo.
- Aguinaldo Navideño: 15-24 de diciembre.
- Semana Santa: marzo/abril
- Festival del líchigo y la pesca artesanal de la trucha: septiembre/octubre
- Fundación: 24 de noviembre.

## Sitios turísticos
- Molino de Mutiscua.
- Antigua marmolera.
- Centro recreacional Ana Paula Suárez
- Nariz de Judío.
- Los Salados (Páramo de Santurbán)
- Busto del Fundador. (Parque principal)
- Estación Piscícola en el Hogar Juvenil Campesino.
- Granja Agropecuaria La Caldera.
- Templo Parroquial.
- Placas conmemorativas al Libertador y al general Santander.